# Ben Bowie
Ben Bowie est une série américaine de Dell Comics (Dell Publishing) à propos d’un personnage fictif, trappeur de son état. La série a un intérêt dans la mesure où elle préfigure la Davy Crockett craze qui interviendra peu de temps après. Elle s’inscrit dans le mythe américain de la conquête de la frontière, mythe revivifié tout au long de ces années 1950 et qui trouvera son épilogue politique dans le thème kennedyesque de New Frontier.

## Contexte
Au début des années 1950, les États-Unis sont incontestablement la première puissance mondiale. Que ce soit en termes militaires, financiers, scientifiques, économiques, industriels, etc. Au cinéma, le western est alors encore le genre roi. Depuis la fin de la guerre, il sort en moyenne plus de deux films du genre par semaine !

Et voici désormais que la télévision prend le relai. En matière de bandes dessinées, l’offre est également plantureuse. Cette décennie voit près de 500 titres être édités pour le grand plaisir des kids américains. Cette surabondance va sinon tuer le genre au moins le faire réduire considérablement. À titre d’exemple, il sort 112 westerns en 1952 aux États-Unis. C’est la dernière fois que le chiffre dépasse la centaine, il va désormais chuter inexorablement pour atteindre ses points les plus bas dans les années 1980.

En matière de comics c’est un peu la même chose. Vengeur masqué, fort populaire à la télévision, The Lone Ranger doit faire face à une flopée d’imitations telles le Rider (in Gunfighter de Super Comics), le Lone Rider (Farrell Publication), le Masked Raider (Charlton Comics), le Masked Ranger(Premier Comics), etc. Dans ce déferlement de Colts et de Winchesters comment se faire reconnaître ?
En 1947 DC Comics a eu l’idée de créer un personnage original, Tom Hawk, surnommé bien sûr Tomahawk, et qui après avoir connu ses premières aventures dans Star Spangled Comics a son propre journal depuis 1950. La période choisie est celle des pionniers, des Roger’s Rangers, Daniel Boone, Davy Crockett et autres coureurs des bois magnifiés par Fenimore Cooper dans sa série La Légende de Bas-de-Cuir.

Dell Comics qui est alors la plus puissante maison d’édition en la matière, et de loin, opte également pour une création. Ce sera Ben Bowie and his Mountaineers.

## Ben Bowie
L’action se situe après la guerre de 1812. Les disputes coloniales sont désormais –à quelques détails près- réglées. Les Britanniques, la mort dans l’âme, ont fini par reconnaître la jeune république américaine, les Français ont vendu depuis 1804 un territoire gigantesque appelé Louisiane mais qui ne correspond en rien à la Louisiane d’aujourd’hui et les Espagnols ont cédé leur place aux Mexicains que l’on retrouve dans les lointains Texas et Californie.

La grande affaire est bien l’exploration de ces territoires encore vierges sur lesquels la bannière étoilée ne bat pas encore ou alors imparfaitement. Saint-Louis est alors la capitale de ces vastes étendues sauvages. Au moment du rattachement aux États-Unis, la ville n’est en fait qu’un gros village de 1.200 habitants mais c’est quasiment le seul coin de civilisation pratiquement jusqu’aux Grands Lacs au nord, aux Appalaches à l’est et à la Nouvelle-Orléans au sud. Quant à l’ouest c’est évidemment Terra Incognita. Ceci explique pourquoi Ben Bowie et ses compagnons après s’être frottés aux Indiens reviennent régulièrement vers l’ancienne bourgade française.

Pour Dell, c’est l’occasion de proposer de multiples aventures avec des Indiens, des hors la loi mais aussi –cerises sur le gâteau- des animaux sauvages tels que grizzlies, pumas, etc. La première aventure sort en 1953 au # 443 de la série Four Color. Cette collection de plus de 1 300 numéros a débuté en 1942 et s’éteindra 20 ans plus tard au moment de la rupture entre Western Publishing et Dell Publishing.

On y trouve pêle-mêle aussi bien Alley Oop, que Félix le Chat, Flash Gordon que Terry et les Pirates, Roy Rogers que Gene Autry et bien sûr quasiment tous les personnages de Walt Disney. Le rythme de parution n’est absolument pas fixé, les lecteurs ne savent pas quand ils pourront revoir le héros qu’ils viennent de quitter mais les parents savent qu’ils peuvent acheter les bandes dessinées Dell en toute confiance car elles ne seront pas nocives pour leurs enfants. C’est l’un des leitmotivs de la maison que l’on retrouve assez souvent dans leurs revues sous formes d’auto promotion. Dell sera d’ailleurs l’une des 3 maisons à refuser de s’associer au Comics Code Authority sans que son activité en pâtisse.

C’est donc dans cette revue que Ben Bowie et ses compagnons tels Zeke Moss, un trappeur barbu et ventripotent mais fin tireur, Jim Prentice la jeune recrue du groupe ou Nakah, le guide indien trouvent refuge. Au bout de presque 3 ans et 6 numéros, les ventes s’avérant bonnes, Dell opte pour la création d’une revue portant le nom du héros.
Celle-ci sera trimestrielle et commence en mai 1956 avec le #7.

## Intérêt de la série
Outre le fait de présenter une période l’histoire américaine finalement assez peu présente dans les comics avec ses quillards, ses fusils à pierre et sa nature sauvage, Ben Bowie and his Mountainmen s’inscrit dans le mythe américain de la frontier. À son lancement la bande anticipe de presque un an le succès de Davy Crockett et la vague de folie qui s’ensuivit avec notamment une floraison de héros similaires tels Daniel Boone et, moins parfaitement, Jim Bowie.

## Publications

### Four Color (1953-1955)
#443 (janvier 1953)

1.	Hostage of the Huron -16 planches

2.	Trapped – 8 planches

3.	The Mission -10 planches

#513 (novembre 1953)

4.	The Hostiles -17 planches

5.	A Trap for the Beaver Trappers -17 planches

#557 (mai 1954)

6.	The Wilderness Trail -17 planches

7.	The Rival Company -15 planches

#599 (novembre 1954)

8.	Surrounded -17 planches

9.	Ben Bowie and his Mountain Men and The Earth Mounds -17 planches

#626 (mai 1955)

10.	Fight for the Fort -17 planches

11.	The Escape -17 planches

#657 (novembre 1955)

12.	The Dangerous Coast -17 planches

13.	The Hunters -17 planches

### Ben Bowie and his Mountain Men (1956-1958)
#7 (mai 1956)

14.	The Indian Alliance -17 planches

15.	Forcing the River -17 planches

#8 (août 1956)

16.	Challenge of the Pacific -16 planches

17.	The Prisoner in the Pueblo -17 planches

#9 (novembre 1956)

18.	Captive of the Arikara -18 planches

19.	Flaming Arrows -14 planches

#10 (février 1957)

20.	The Wolfpack Trail -16 planches

21.	Island of the Indian Giants -16 planches

#11 (mai 1957)

22.	Apache Arrows -13 planches

23.	The Treacherous Trapper -14 planches

#12 (août 1957)

24.	The Raging Rapids -12 planches

25.	The War Drums -14 planches

#13 (novembre 1957)

26.	Rage of the North Wind -13 planches

27.	The Way of the Savage -14 planches

#14 (février 1958)

28.	The Lost Settlement -13 planches

29.	Into the Trap -14 planches

#15 (mai 1958)

30.	Trading for Trouble -13 planches

31.	Thundering Waters -14 planches

#16 (août 1958)

32.	The Forgotten Tribe -14 planches

33.	Hand-to-Hand -12 planches

#17 (novembre 1958)

34.	The Hermit's Cave -13 planches

35.	The Thunder Guns -14 planches